# Trapezioplax tridentata
Trapezioplax tridentata är en kräftdjursart som först beskrevs av Alphonse Milne-Edwards 1880.  Trapezioplax tridentata ingår i släktet Trapezioplax och familjen Goneplacidae. Inga underarter finns listade i Catalogue of Life.